# Ententanz

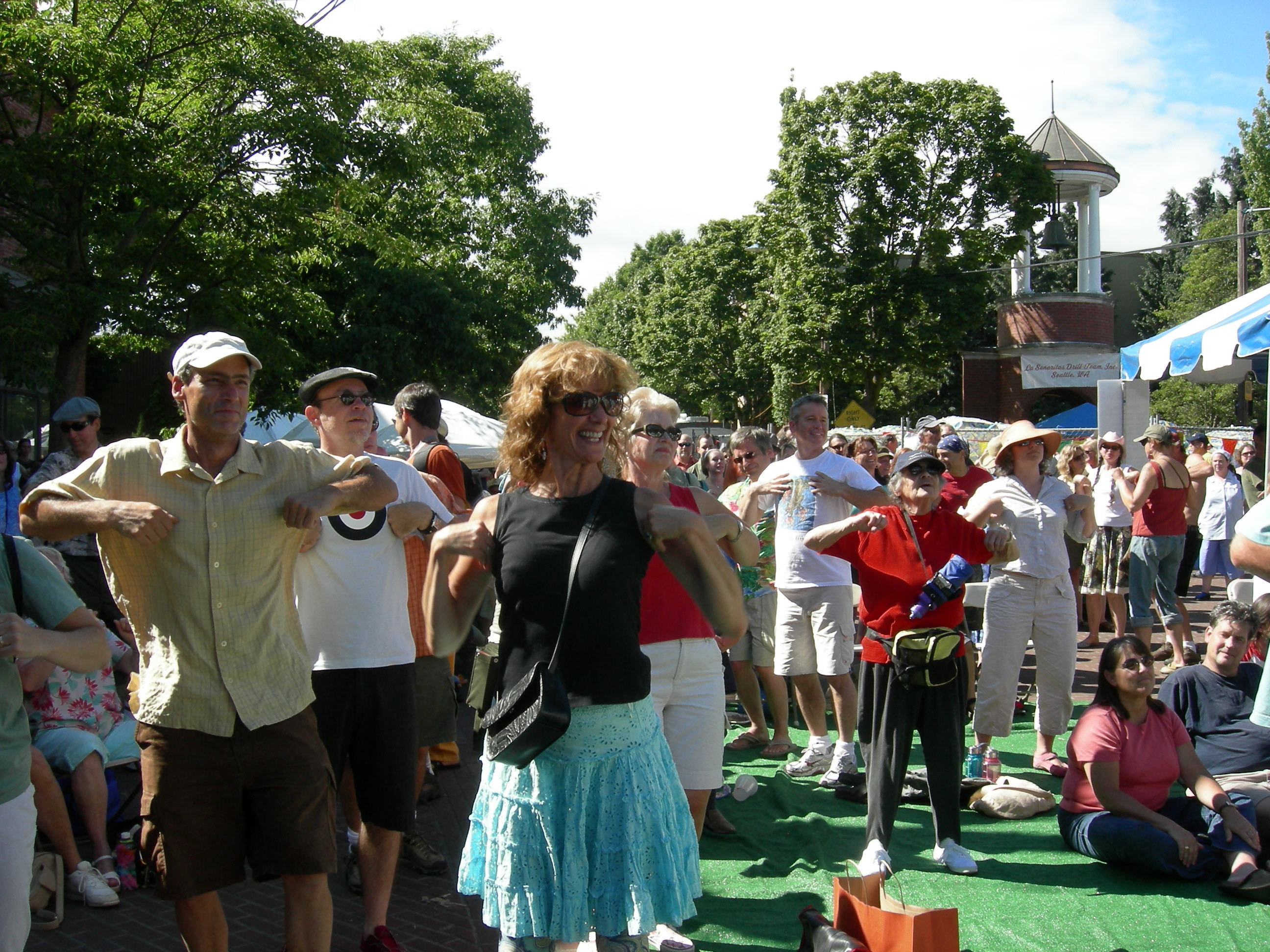
Der Flügelschlag

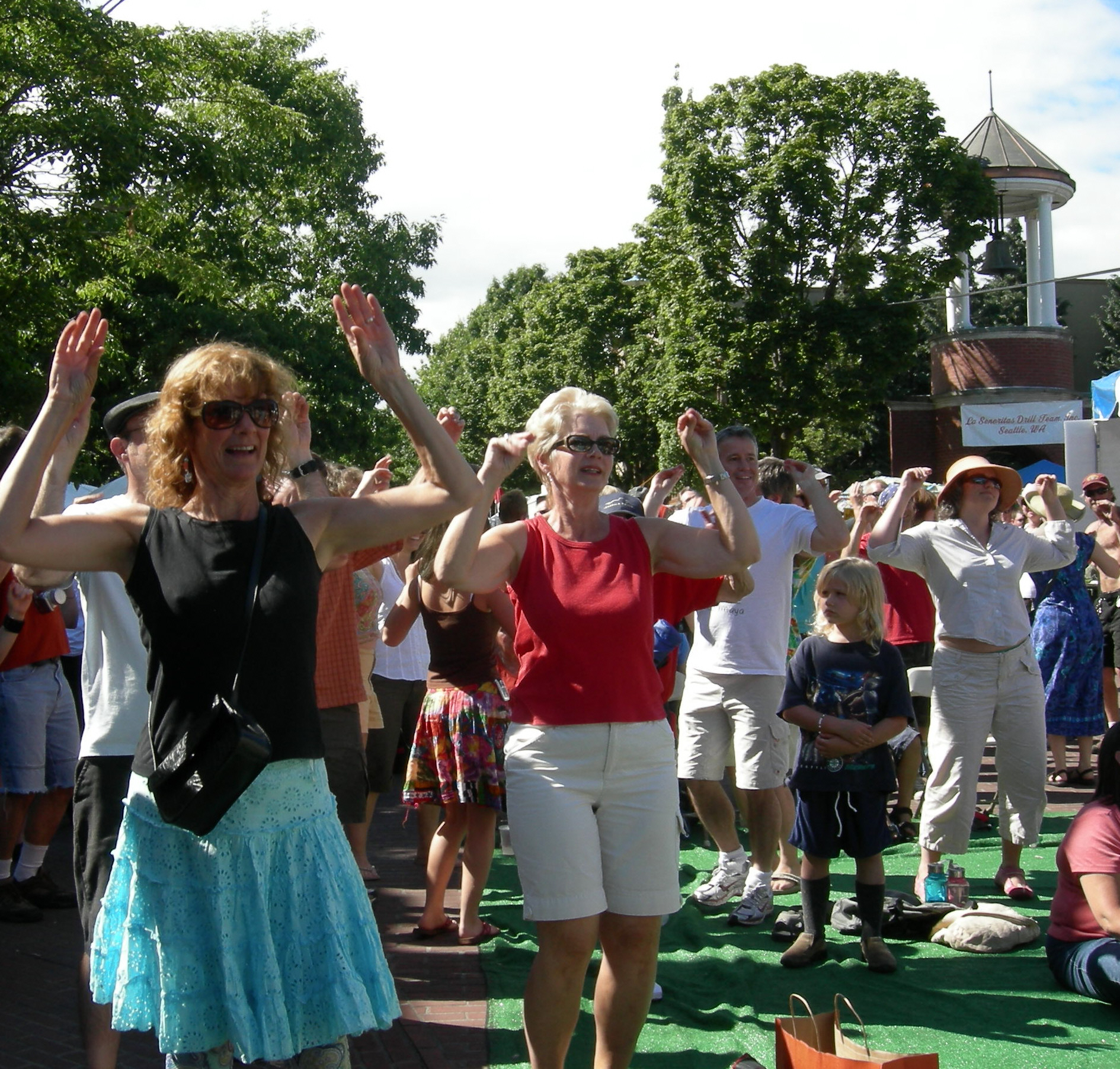
Das Auffliegen

Der Ententanz oder Vogerltanz ist ein Partytanz, der aufgrund der Melodie „Ententanz“ entstanden ist und nur im Zusammenhang mit dieser Melodie getanzt wird.

## Entstehungsgeschichte der Melodie

Cash & Carry – Tchip Tchip

Die Melodie wurde 1957 in der Schweiz unter dem ursprünglichen Titel Chip chip von dem Musiklehrer Werner Thomas (* 1929) auf dem Akkordeon komponiert. Thomas, der nach eigenen Angaben 1963 auch den Ententanz entwickelte, führte das Stück als Alleinunterhalter in Kneipen und Festzelten auf. 
1973 hörte ihn der belgische Musikproduzent Louis Julien van Rijmenant im Sunstar Park von Davos, ließ sich die Noten der Melodie aufschreiben, spielte sie auf einem Synthesizer ein und fügte unter dem Pseudonym Terry Rendall einen Text hinzu. Diese Synthesizer-Fassung wurde unter dem Namen Cash & Carry als Single mit dem Titel Tchip Tchip / Who Needs Money? im Jahre 1973 bei seiner belgischen Plattenfirma Eurovox Music (Sublabel Cannon Records #3035) veröffentlicht, die hiervon 100.000 Exemplare umsetzte. Sie bekam in der belgischen Fernsehsendung „Binnen en buiten“ am 11. März 1973 in Antwerpen eine Goldene Schallplatte verliehen (Rang 6 in der belgischen Hitparade) und erreichte in der Schweiz im Februar 1974 Rang 1 für 5 Wochen; in der Schweizer Jahreshitparade belegte sie 1974 Rang 4.

## Coverversionen

De Electronica's – De Vogeltjesdans

Cover.info listet 87 Coverversionen. Hector Delfosse stellte 1974 eine Akkordeon-Version als La danse des canards (franz. Text: Guy de Paris, Pseudonym von Eric Genty) vor, die sich in Frankreich zum Millionenseller entwickelte. Im Mai 1980 veröffentlichte die niederländische Band De Electronica’s die Single Radio 2000 / De Vogeltjesdans (Dance Little Bird). Im Radio bekam die B-Seite mehr Airplay als die A-Seite und brachte ihr Rang 6 in den Niederlanden ein. Es folgte eine LP mit dem Titel De Vogeltjesdans. Im März 1981 gelangte die niederländische Instrumentalfassung in Deutschland bis auf Rang eins der Charts, den sie für 8 Wochen innehatte. Sie bekam nach 51 Wochen in der Hitparade ebenfalls Gold und war auch meistverkaufter Titel des Jahres 1981 in Deutschland. Es folgte im Mai 1981 eine deutsche Version von Fred Sonnenschein (Frank Zander) alias „Fred Sonnenschein und seine Freunde“ unter dem Titel Ja, wenn wir alle Englein wären, die ebenfalls Gold-Status erreichte und bis heute einer der meistverkauften deutschen Schlager ist. Er löste den Ententanz auf Platz 1 ab und blieb dort noch einmal vier Wochen. Auch Helga Feddersen kam im Oktober 1981 mit der Parodie Gib mir bitte einen Kuß bis auf Platz 16. Es folgten Romina Power mit der italienischen Version Il ballo del qua qua (1981) und The Tweets mit dem sehr erfolgreichen englischen Titel The Birdie Song (Birdie Dance) (Oktober 1981, Rang 2 in Großbritannien). Die Dansband Curt Haagers erhielt für die schwedischsprachige Version des Ententanzes, die 1981 als Fågeldansen veröffentlicht wurde, 1984 die Diamant-Single für den großen Erfolg. Die jugoslawische Version wurde von der Popgruppe „777“ aus Rijeka im Sommer 1981 aufgenommen und im Frühjahr 1982 auch auf Schallplatte veröffentlicht.
Walter Wippersberg hat in seinem Film Das Fest des Huhnes (1992) die seltsame Identifikation mit dem Totemtier thematisiert. 2007 kam Pigloo mit einer Coverversion unter dem Titel Le ragga des pingouins bzw. deutsch Pinguin-Rap in Frankreich und den deutschsprachigen Ländern in die Hitparaden.
Alle Versionen wurden weltweit mehr als 40 Millionen Mal verkauft. Für Komponist Thomas war das Lied im Hinblick auf die Tantiemen „wie ein Sechser im Lotto“. Sein Debüt als Oktoberfest-Tanz hatte der Ententanz in Tulsa, Oklahoma.

## Tanz
Werner Thomas erfand den Tanz zur Animation seines Publikums bei seinen Akkordeon-Auftritten. Er selbst besaß 130 Enten und 25 Gänse und ließ sich von ihnen inspirieren: Die erste Tanzfigur stellt den Schnabel einer Gans dar, dann folgt das Flügelschlagen einer Ente. Mit zusammengedrückten Knien soll der Gang der Enten symbolisiert werden. Schließlich wird viermal in die Hände geklatscht zum Verscheuchen der Tiere. Im englischsprachigen Raum ist der Ententanz als The Chicken Dance bekannt.

## Rezeption
Wiglaf Droste setzte der Aufdringlichkeit von Musik und Tanz ein Denkmal mit dem Zweizeiler:

„In des Daseins stillen Glanz

platzt der Mensch mit Ententanz“